# Final (Star Trek: Voyager)
„Final” (titlu original: „Coda”) este al 15-lea episod din al treilea sezon al serialului TV american științifico-fantastic Star Trek: Voyager și al 57-lea în total. A avut premiera la 29 ianuarie 1997 pe canalul UPN.

## Prezentare
Janeway pare a fi captivă într-o buclă temporală în care au loc diferite evenimente, dar care duc toate la moartea ei.

## Actori ocazionali
- Len Cariou - Admiral Janeway